# Aleksandra Ekster
Aleksandra Aleksandrovna Ekster (russisk: Александра Александровна Экстер, ukrainsk: Олександра Олександрівна Екстер; født 18. januar 1882 i Białystok i Det Russiske Kejserrige, død 17. marts 1949 i Fontenay-aux-Roses ved Paris) var en russisk kunstmaler og designer. 
Ekster var internationalt anerkendt som kunstner og boede på skift i Kijev, Sankt Petersborg, Moskva, Wien og Paris. Hun arbejdede inden for stilretninger som kubofuturisme, suprematisme og konstruktivisme. Hun er blandt andet kendt for teaterscenografi- og kostumedesign.
| - Værker af Aleksandra Ekster - Portræt af tre kvinder, 1909-10 Portrait de trois femmes - Stilleben, 1913 - Konstruktion, 1913 - Kavaler, 1913 - By, 1913 Ville - Mænade, 1916 Famira Kifared Menada - Kostumeudkast til Romeo og Julie, 1921 - Tæppe til Kamernij-teatret i Moskva, 1922 - Kostumer til operaen Salome, 1922 Costumes conçus pour la pièce Salomé d'Oscar Wilde - Kostumeskitse. Kvinde med skørt med vertugade, 1924 - Skitse til filmen Aelita, 1924 - Kostumeskitse. Mand 1924 - Kostumeskitse Salomé. De tre saddukæere, 1926 |